# Jiří Bartolšic
Jiří Bartolšic, né le 14 mai 1953 à Brno et mort le 11 octobre 2024, est un coureur cycliste tchécoslovaque, dont la période active, très internationale se situe dans les années 1970.

## Biographie
Les débuts de Jiří Bartolšic en compétition de haut niveau s'effectuent au Tour de Bohême, en 1973 
Cette victoire lui vaut sans doute d'être sélectionné dans l'équipe tchécoslovaque des championnats du monde amateurs qui ont lieu sur le circuit de Montjuich, à Barcelone. Il termine... 61e de l'épreuve individuelle remportée par Ryszard Szurkowski. L'année suivante il récidive sur les routes de Bohême, avant de se classer 3e au Tour de Slovaquie. Il remporte également deux autres victoires dans des courses nationales. Il se classe 3e au championnat de Tchécoslovaquie dans l'épreuve contre-la-montre par équipes, avec l'équipe No 2 de son club le Dukla de Brno. En 1975 il est sélectionné pour participer à la Course de la Paix. Désormais il semble courir plus dans les épreuves internationales que sur le sol tchèque.
Il atteint la notoriété en 1976 sur les routes françaises du Tour de l'Avenir. Vainqueur de la quatrième étape, disputée entre Gap et Allevard, il termine le Tour revêtu du maillot vert du classement par points, et classé 11e au classement général, au service du leader de l'équipe, Miloš Hrazdíra, second de l'épreuve. 

## Palmarès

### Palmarès année par année
- 1973
  - Tour de Bohême
- 1974
  - Tour de Bohême
  - 1re et 6e étapes du Tour de Cuba[5]
  - 2e du Tour d’Écosse
  - 3e du Tour de Slovaquie
  - 3e du Championnat de Tchécoslovaquie contre la montre par équipes avec l'équipe 2 du Dukla de Brno. (ses coéquipiers sont Rudolph Labus, Miroslav Sýkora, Milan Heller)
- 1975
  - Tour de Serbie
  - 2e de Prague-Karlovy Vary-Prague
  - 3e de Brno-Bratislava-Brno[6]
- 1976
  - 4e étape du Tour de l'Avenir[7]
  - 1re étape du Tour d’Écosse
  - 3e du Tour d’Écosse[8]
- 1977
  - Grand Prix d'Annaba[9]
  - 3e étape du Grand Prix Guillaume Tell[7]
  - 3e du GP Tell
- 1978
  - 6e étape de la Semaine bergamasque
  - 6e étape de la Course de l'Amitié en Tchécoslovaquie[10]
  - 2e étape du Tour d’Écosse
  - 2e de la Course de l'Amitié
  - 3e du Tour d’Écosse
  - Semi-classique de Břeclav
- 1979
  - 2e du Tour de Bohême
- 1980
  - G.P. de Bohumin (classique nationale)
- 1981
  - 10e étape de la Milk Race (Tour de Grande-Bretagne)
  - 2e du Tour de Bohême
- 1982
  - Semi-classique de Krnov

### Places d'honneurs
- 1975
  - 4e du Grand Prix Guillaume Tell[11]
  - 18e de la Course de la Paix
- 1976
  - 9e de la Milk Race
  - 11e du Tour de l'Avenir
- 1977
  - 23e de la Course de la Paix
- 1978
  - 30e de la Course de la Paix
  - Sélectionné dans l'équipe de Tchécoslovaquie pour le Tour de l'Avenir : abandon dans la neuvième étape.
- 1979
  - 23e de la Course de la Paix
  - 59e du Tour de l'Avenir[12]
- 1980
  - 33e du Tour de l'Avenir
- 1981
  - 14e de la Milk Race